# Liste der Mitglieder des Bayerischen Landtages (Königreich, 1. Wahlperiode)
Diese Liste gibt einen Überblick über alle Mitglieder des Bayerischen Landtages in der 1. Wahlperiode des Königreichs Bayern (1819–1825). In die Wahlperiode fallen die Sitzungen der 1. Ständeversammlung vom 1. Februar 1819 bis zum 25. Juli 1819 und der 2. Ständeversammlung vom 21. Januar 1822 bis 2. Juli 1822. Die Abgeordneten wurden in der Wahl der bayerischen Kammer der Abgeordneten vom 2. bis 25. Dezember 1818 gewählt.

## Kammer der Abgeordneten

### Präsidium
- 1. Präsident: Sebastian Freiherr Schrenck von Notzing (1774–1848)
- 2. Präsident: Johann Michael von Seuffert (1765–1829)
- 1. Sekretär: Franz Joseph Häcker
- 2. Sekretär: Gottlieb Ernst August Mehmel (1761–1840)

### Abgeordnete

#### A
- Franz Joseph Abendanz (1762 oder 1763–nach 1827)
- Benedikt Abbt (1768–1847)
- Johann Kaspar Adolay (1771–1853)
- Johann Wilhelm von Anns (1766–1842)
- Johann Christoph Freiherr von Aretin (1772–1824)

#### B
- Gottfried Baumann (1764–1845)
- Wilhelm Joseph Behr (1775–1851)
- Johann Georg Bestelmeyer (1785–1852)
- Ludwig Karl Gottlob Freiherr von und zu Irmelshausen Bibra (1770–1842)
- Leonhard Blass
- Johann Georg Buchauer

#### C
- Ernst Anton Clarus (1776–1848)
- Karl Ferdinand Freiherr von Closen (1786–1856)
- Franz Georg Freiherr von Crailsheim

#### D
- Christian Dahlem (1770–1833)
- Christoph Franz Dangel (1769–1841)
- Johann Jakob Dargler
- Carl Anton Dietrich (1787–1826)
- Martin Dorfner (1783–1845)
- Johann Michael Dros (1775–1841)

#### E
- Carl Borromäus Egger (1772–1848)
- Franz Anton Eggstein (1780–1819)

#### F
- Ernst Christian Fallot
- Adam von Faßmann (1785–1840)
- Hermann Fitting (1765–1847)
- Joseph Freiherr von Frank (1773–1824)
- Konrad Frohn
- Johann Christoph Funck (1759–1839)
- Michael Fürst

#### G
- Georg Franz Geyer
- Heinrich Maria Graf (1758–1822)
- Anton Grandauer (1756–1832)
- Carl Ernst Freiherr von Gravenreuth (1771–1826)
- Georg Joseph Gruber
- Johann Gruber
- Johann Günther
- Friedrich Karl Ludwig Freiherr von und zu Guttenberg

#### H
- Johann Wilhelm Haas
- Franz Joseph Häcker
- Martin Haffner (1777–1839)
- Xaver Hartmann (1776–1850)
- Anton Hauser
- Franz de Paula Heckel
- Joseph von Heydekamp
- Friedrich Gottlieb Benno Freiherr von Heynitz
- Joseph Hilpoltsteiner
- Franz Xaver Hilz (1759–1830)
- Johann Nepomuk Hilz
- Peter Hoffmann
- Anton Friedrich Freiherr von Hofstetten
- Nikolaus Hölzel
- Philipp Freiherr von Horn
- Franz Ludwig von Hornthal (1760–1833)
- Franz Anton Höss

#### I
- Franz Ibel (1770–1845)

#### J
- Stephan Jacobi
- Wilhelm Jänisch

#### K
- Ludwig Keller
- Georg Kiendl (1769–1823)
- Johann Georg Wolfgang Kirchdörfer
- Mathäus Klein
- Martin Königsdorfer
- Karl August Köster (1776–1848)
- Christian Friedrich Kraft
- Ludwig Friedrich Krauss
- Johann Kretz
- Anton Kurz

#### L
- Johann Georg Lindner
- Heinrich Karl Löwel

#### M
- Maurus Magold
- Maximilian Joseph Edler von Mayerhofen
- Gottlieb Ernst August Mehmel (1761–1840)
- Anton Michael Merkel
- Paul Wolfgang Merkel (1756–1820)
- Christoph Miedel
- Johann Baptist von Mühldorfer

#### N
- Johann Neubauer
- Carl Philipp Sigismund Franz de Paula Cajetan Freiherr von Weißenstein Notthafft

#### O
- Georg Friedrich von Oerthel

#### P
- Georg Friedrich Pabst
- Johann Nepomuk Freiherr von Pelkhoven (1763–1830)
- Sebastian Pfister
- Johann Adam Popp
- Benedikt Ritter von Poschinger (1785–1856)
- Karl Graf von Preysing, Freiherr von Altenpreysing gen. Kronwinkl

#### R
- Franz Daniel Rettig
- Johann Martin Reuter
- Georg Leonhard Reuthner
- Kaspar Anton Riedel
- Georg Karl Rieder
- Johann Kaspar Röder
- Georg Friedrich Roth
- Johann Jakob Roth
- Karl Rottmanner (1783–1824)
- Johann Georg Ludwig Freiherr von Ruepprecht

#### S
- Andreas Schack
- Johann Lorenz Freiherr von Schaezler (1762–1826)
- Mathias Scheuchenpflug
- Matthias von Schilcher
- Ignaz Schmerold
- Alois Schmid
- Philipp von Schmitt
- Franz Schnitzer
- Johann Jakob Schoppmann (1767–1840)
- Georg Schrank
- Sebastian Freiherr Schrenck von Notzing (1774–1848)
- Georg Friedrich Wilhelm Schultz
- Albrecht Christoph Freiherr von Seckendorff
- Ignaz Sedelmaier
- Gotthold Emanuel Friedrich Seidel
- Jakob Seuffert
- Johann Michael von Seuffert (1765–1829)
- Joseph Socher
- Steger
- Karl Heinrich Stephani
- Franz Kaspar Stöber
- Georg Christoph Stolle
- Alois von Streber
- Christian David Sturtz (1753–1834)

#### T
- Friedrich Christian Thomasius
- Johann Friedrich Florian Trott
- Veit Turban

#### U
- Joseph Ritter von Utzschneider (1763–1840)

#### V
- Joseph Vögele
- Georg Karl Friedrich Volkert

#### W
- Tobias von Wachter
- Johann Daniel Walther
- Johann Salomon Walther
- Michael Konrad von Wankel (1749–1834)
- Johann Georg Weber
- Joseph von Weickmann
- Georg Wilhelm Freiherr von Weinbach
- Lorenz Weinzierl (1764–1831)
- Johann Ludwig Philipp Weiss
- Paul Karl Freiherr von Welser
- Franz Xaver Wieninger (1775–1831)
- Georg Wieninger (1774–1822)
- Johann Windisch
- Johann Heinrich Wilhelm Witschel (1769–1847)

#### Z
- Franz Xaver Zächerl (Zacherl) (1772–1849)
- Joseph Zenger (1757–1827)
- Patrizius Benedikt Zimmer

## Kammer der Reichsräte

### Präsidium
- 1. Präsident: Karl Philipp Fürst von Wrede (1767–1838)
- 2. Präsident: Franz Erwein Damian Joseph Graf von Schönborn-Wiesentheid (1776–1840)
- 1. Sekretär: Clemens Graf von Leyden
- 2. Sekretär: Wilhelm Karl Joseph Graf von Mühle-Eckart

### Reichsräte
| Inhaltsverzeichnis A B C D E F G H I J K L M N O P Q R S T U V W X Y Z |

#### A
- Carl Maria Rupert Graf von Arco-Valley

#### B
- Carl Theodor Maximilian Prinz von Bayern (1795–1875)
- Ludwig I. Kronprinz, später König von Bayern (1786–1868)
- Pius Herzog in Bayern (1786–1837)
- Wilhelm Herzog in Bayern (1752–1837)
- Franz Gabriel Graf von Bray-Steinburg (1765–1832)

#### C
- Friedrich Ludwig Graf zu Castell-Castell

#### D
- Franz Graf von Deroy

#### F
- Friedrich Carl Freiherr von und zu Franckenstein
- Joseph Maria Freiherr von Fraunberg
- Anselm Maria Fürst Fugger von Babenhausen (1766–1821)
- Josef Sebastian Graf von Fugger zu Glött
- Friedrich Johann Nepomuk Graf von Fugger zu Kirchberg und Weißenhorn
- Josef Hugo Graf von Fugger zu Kirchheim
- Karl Anton Graf von Fugger zu Nordendorf

#### G
- Lothar Karl Anselm Joseph Freiherr von Gebsattel (1761–1846)
- Hermann Graf zu Giech
- Ludwig Freiherr von Gienanth

#### H
- Franz Josef Fürst zu Hohenlohe-Waldenburg-Schillingsfürst (1745–1819)

#### K
- Carl Ludwig Freiherr von Keßling

#### L
- Eugène de Beauharnais Prinz Leuchtenberg (1781–1824)
- Clemens Graf von Leyden
- Friedrich Karl Gottlob Fürst von Löwenstein-Wertheim-Freudenberg
- Carl Ludwig Constantin Fürst zu Löwenstein-Wertheim-Rosenberg

#### M
- Johann Anton Freiherr von Mandl von Deutenhofen
- Maximilian Graf von Montgelas (1759–1838)
- Wilhelm Karl Joseph Graf von Mühle-Eckart

#### O
- Aloys Johann Fürst von Oettingen-Oettingen und Oettingen-Spielberg
- Ludwig Fürst von Oettingen-Wallerstein (1791–1870)
- Joseph Karl Leopold Friedrich Ludwig Graf zu Ortenburg-Tambach

#### P
- Karl Theodor von Pappenheim (1771–1853)
- Johann Maximilian V. Graf von Preysing auf Hohenaschau
- Johann Caspar Graf von Preysing zu Moos

#### R
- Clemens von Raglovich (1766–1836)
- Aloys Franz Xaver Graf von Rechberg und Rothenlöwen (1766–1849)
- Reinhard Burkart Graf von Rechteren und Limpurg

#### S
- Cajetan Peter Graf von und zu Sandizell
- Franz Erwein Damian Joseph Graf von Schönborn-Wiesentheid (1776–1840)
- Carl August Freiherr von Seckendorf (1774–1828)
- Clemens Wenzeslaus Graf Schenk von Stauffenberg
- Joseph Graf von Stubenberg (1740–1824)

#### T
- Carl Alexander Fürst von Thurn und Taxis (1770–1827)
- Maximilian Carl Heinrich Joseph Graf von Thurn und Taxis
- Joseph August Graf von Toerring-Jettenbach und Guttenzell
- Clemens Graf von Toerring-Seefeld

#### W
- Friedrich Karl Graf von Waldbott-Bassenheim (1779–1830)
- Karl Philipp Fürst von Wrede (1767–1838)
- Johann Carl Philipp Freiherr von Würtzburg

#### Z
- Georg Friedrich Freiherr von Zentner (1752–1835)